# 中原南渓
中原 南渓（なかはら なんけい、1830年～1897年）は、幕末期から明治期の日本の画家。狩野派。
都城島津家のお抱え絵師。山内多門の師。